# Vásárhelyi Pál Közgazdasági Szakközépiskola
A szolnoki Vásárhelyi Pál Közgazdasági, Egészségügyi és Turisztikai Két Tanítási Nyelvű Szakközépiskola Jász-Nagykun-Szolnok vármegye egyik legrégibb, nagy hagyományokkal rendelkező szakközépiskolája. Szolnok második legrégebben alapított középiskolája, egyben a város legöregebb szakképző intézménye.
A Baross Gábor út 43 szám alatt található. 2007-ben egy iskolalánchoz, a Szolnoki Szolgáltatási Szakképzési Centrumba lépett be. Ettől kezdve Szolnoki Szolgáltatási Szakközép-és Szakiskola Vásárhelyi Pál Közgazdasági és Idegenforgalmi Két Tanítási Nyelvű Tagintézmény lett a neve.2019-től az összevont Szolnoki Szakképzési Centrum tagja,hivatalos neve: Szolnoki SzC Vásárhelyi Pál Közgazdasági,Egészségügyi és Turisztikai Két Tanítási Nyelvű Szakképző Iskolája. Tanulói és a legtöbb ember csak KÖZGÉ-nek hívja.Az intézmény jelenlegi igazgatója Mohácsi Csilla. Az iskola jelenleg évente öt osztályt indít átlagosan 35-40 fővel, az alábbi szakirányokkal:
- -két tanítási nyelvű turisztika (A)
- -közgazdasági (B)
- - közgazdasági (D)
- -ügyvitel (G)
- -egészségügyi  (E)
- -szociális szakmacsoport (SZ)

2007-ben szüntették meg a külkereskedelmi (C) és 2005-ben a postaforgalmi (D) osztályokat. Az iskola minden tanulója két idegennyelvet tanul:alapból angolt/németet,az idegenforgalmis osztályok második évtől választhatnak németet/franciát mint második idegennyelv.

## Az iskola története

### Az első évtized
Az iskolát 1911-ben alapították. Az első évnyitóra 1911. szeptember 5-én került sor. Az iskola igazgatója ekkor Pap Illés volt.
Ezt követően az iskola létszáma évenként két osztállyal bővült, teljessé az 1913/1914 tanévre vált. Ebben az évben 65 végzős diák hagyta el az iskolát.	
A gazdasági folyamatok állandó fejlődése, változása sokszor hozott átalakulást a társadalom és ezen belül az iskola életében is. Az intézmény létrejötte is ennek köszönhető, mivel a századforduló után kialakult Magyarországon az a társadalmi réteg, amely ilyen irányú gazdasági ismeretek megszerzésére tartott igényt. Így 1911-ben a Vallási és Közoktatásügyi Minisztérium engedélyével a Szolnoki Kereskedelmi Társulat felkarolásával, anyagi finanszírozásával létrejöhetett az iskola. Első igazgatója Dr. Papp Illés magyar szakos tanár volt. Rajta kívül a Verseghy Ferenc Gimnázium három középiskolai tanára segítette az iskola munkáját (akkor még csak a Verseghy Ferenc Gimnázium működött a városban polgári fiúiskola néven).
Az első évfolyamon 88 diák tanult, közülük 65-en végeztek a háború kezdetének évében, 1914-ben. A korabeli tantárgyak a következők voltak: vallástan, magyar, német, francia, földrajz, történelem, politikai számtan, kereskedelmi számtan, irodai munkák, könyvviteltan, kereskedelmi levelezés, közgazdasági ismeretek, vegytan és áruismeret, továbbá jogi ismeretek.
Szolnok Város Képviselőtestülete 1929-ben vette át az iskola működtetését a Társulattól. Az iskola élére ekkor egy matematika szakos tanár, Goóts Mihály került. Már az első években nyilvánvalóvá vált, hogy az állandó iskolaépület hiánya akadályozza a folyamatos, magas szintű oktatást. Az első világháború, majd az azt követő gazdasági válság azonban nem tette lehetővé, hogy új iskolaépület építésébe kezdjenek. A két világháború között feljegyzések sokasága született egy új épület létrehozásáról, mivel létszámában is egyre kiterjedtebbé vált az iskola. 1941-ben úgy tűnt, elindulhat az építkezése.
Szellemében, oktató-nevelő munkájában, elhivatottságában már kialakult az a tantestület, melyet az épülő új iskolával együtt Kemény László igazgató vehetett át. Az 1922 óta már az intézményben tanító magyar-történelem szakos tanár az iskola legendás hírű vezetőjévé vált. Az iskola igazi hírnevét (kiemelkedő országos eredményeivel) ebben az időszakban alapozta meg.

### Küzdelem a fennmaradásért

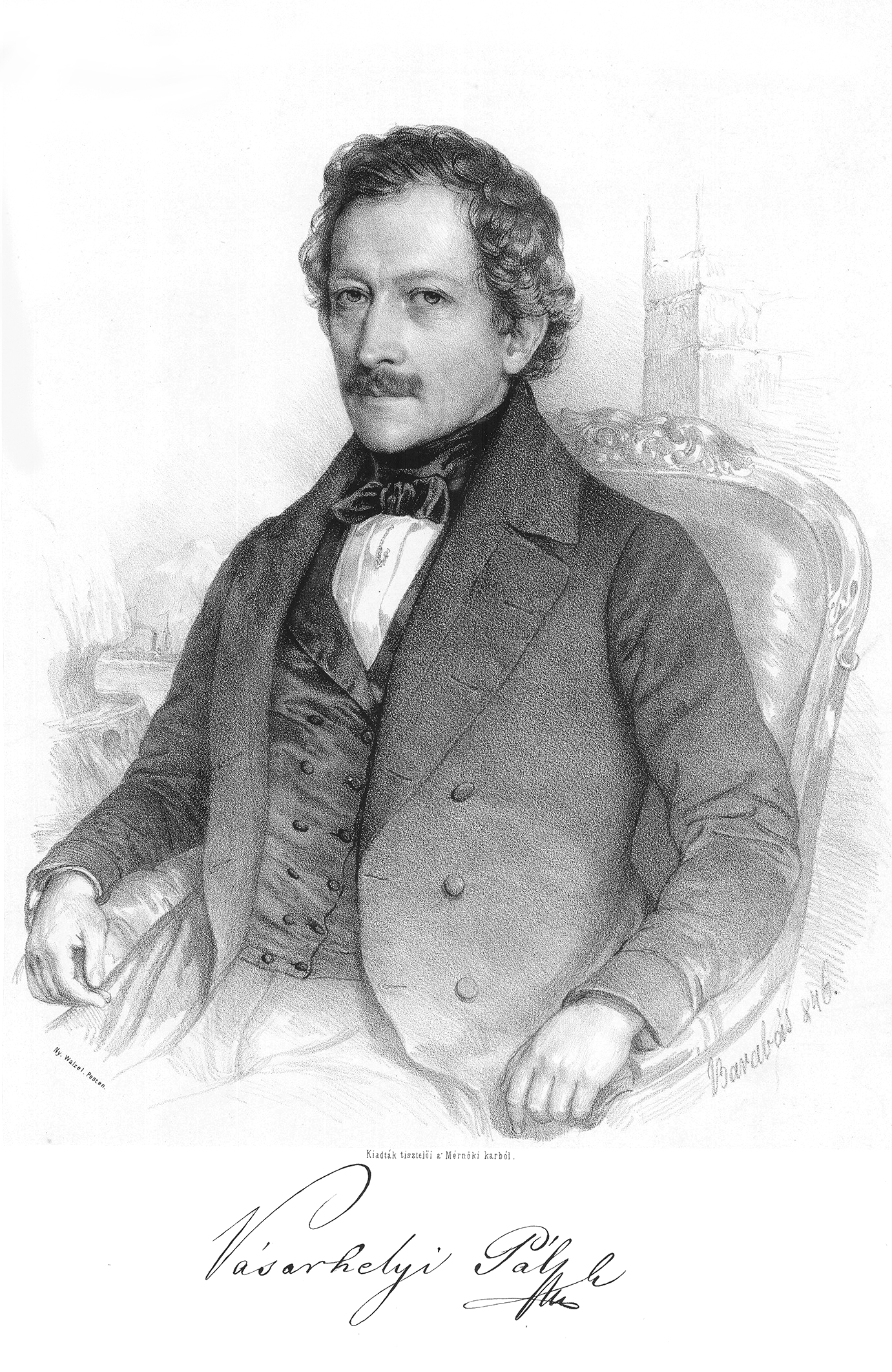
Az iskola névadója, Vásárhelyi Pál.

Az iskola új igazgatója Goóts Mihály lett, aki a háború utáni nehéz időkben töltötte be ezt a posztot. A tét az iskola fennmaradása volt a vesztes I. világháború után. Igazgatóságának utolsó évében azonban már elkezdett épülni az iskola új épülete.
A II. világháború alatt, 1944. június 2-án szőnyegbombázás érte Szolnokot. A régi rozzant iskolaépület végleg romba dőlt, de az épülő új is megsérült.
Az építkezés ideje alatt az iskola diákjai a polgári fiúiskolába jártak át tanulni. A Verseghy épületét délelőtt a gimnazisták, délután a közgések használták.  A ma is álló épületbe 1948-ban költözött be az iskola.  
Akkoriban az oktatásért fizetni kellett. Míg egy munkás havi keresete 4-5 pengő körül mozgott, az iskolában egy évben 120-150 pengő volt a tandíj.
A nagy magyar vízmérnök, Vásárhelyi Pál nevének felvételére 1955-ben, majd szobrának felállítására az iskola előkertjében 1957-ben került sor. Azóta is büszkén viseli az iskola e nevet, és minden évben Diáknap, 2000-től pedig a Közgazdász nap tudatosítja a tanulóiban, hogy mit vár el tőlük az iskola, és természetesen azt is, hogy mire készíti fel őket.

### Az újjászületés és remény évei
A II. világháború után a legnagyobb változás az volt, hogy – mint minden iskolának, meg kellett nyitni a kapukat a leányjelentkezők előtt. Így az első középiskolai jellegű osztályba, az I/C-be 27 lány járt, osztályfőnökük Koska Ida tanárnő volt.
1948-ban végre átadták az új iskolaépületet, és Kemény László igazgató javaslatára egy 80 férőhelyes kollégium építéséhez is hozzáfogtak, amely 1951-ben készült el. Szintén ebben az évben lett kész az iskola akkor modernnek számító tornaterme is, amely az Országos Sporthivatal méretszabványainak is megfelelt.

### Az ötvenes évek
Az ötvenes években sok átgondolatlan reformnak volt kitéve a hazai oktatásügy és iskolarendszer. Egy 1949-ben elfogadott rendelet előírta, hogy a kereskedelmi iskolákat közgazdasági gimnáziumokká kell átalakítani. Majd 1952-ben egy újabb rendelet ezeket az iskolákat közgazdasági technikumokká nyilvánította. Ebben az iskolában is megtörténtek ezek a változások, azzal a különbséggel, hogy az iskolát, érthetetlen okból, mezőgazdasági technikumnak jelölték ki. Csak kitartó küzdelemmel és Kemény László személyes közbenjárására sikerült elérni, hogy 1953-tól kezdve a mezőgazdasági jelző mellé megkapják az iparit is.
Az, hogy ezeknek az éveknek mégis voltak az iskola szempontjából kiemelkedő eredményei, elsősorban Kemény Lászlónak volt köszönhető. Az ötvenes években is megtalálta a lehetőségeket az értékek és hagyományok továbbadására. Példa erre Vásárhelyi Pál egyéniségének, történelmi szerepének felfedezése, szobrának elkészíttetése. Alkotója Chiovini Ferenc, a Szolnoki Művésztelep tagja is ekkor készítette el Vásárhelyi Pál portréját, amelyet az iskolának ajándékozott. Az volt a kívánsága, hogy a kép a mindenkori igazgatói szoba falára kerüljön.

### Alkalmazkodás az 1960-1970-es évek változásaihoz

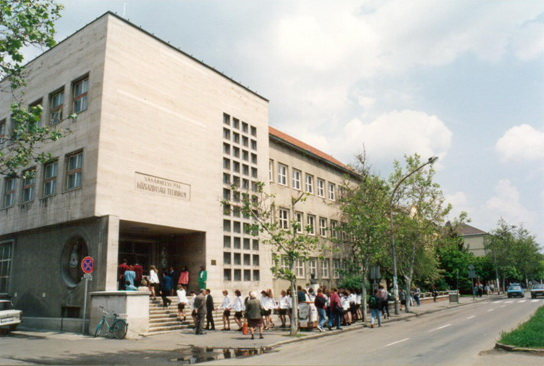
Kisballagásról visszatérőben

A nyugdíjba vonult Kemény Lászlót Szurmay Ernő követte 1957-ben, aki már korábban is az iskola tanára volt. A tantestület jól ismerte irodalmi műveltségét, jártasságát a pedagógiában. Az ő idejében kiadott oktatási rendelet a technikumot szakközépiskolává alakította át, és az 1963/64. tanévben már valamennyi osztály szakközépiskolai volt. A hatvanas évektől kezdve állandósult a kapcsolat a Kiskőrösi Állami Gazdasággal, és rendszeresen járt az iskola őszi betakarítási munkákra. Ez az együttműködés egészen 1992-ig, a gazdaság privatizálásáig tartott.
A hatvanas években sok tehetséges tanuló kiemelkedő eredményt ért el az országos tanulmányi- és szakmai versenyeken. Egyre szebb sikereket aratott a dr. Dienes Erzsébet vezette honismereti szakkör. Az iskola énekkara a gyulai Erkel Napokon ért el sikereket.
1978-ban elindult az új típusú gépíró-iskolai képzés valamint számítástechnikai-folyamatszervező ágazat, 1979/80-ban bevezetésre került az új nevelési-oktatási terv, 1983-ban az iskola áttért az ötnapos tanítási hétre.

### Az iskola kórusa
Az iskola leánykara 1997 októberében alakult. Alapítója Dr. Lengyel Erzsébet karnagy, de egy év múlva már ketten vezették a kórust Terjéki Katalinnal. Munkájukat azóta is - a különböző stílusokat megosztva – szakmai, emberi és pedagógiai együttműködés jellemzi. Mindezt bizonyítja népszerűségük és sikerük Szolnok városában, az országban, de külföldi vendégszerepléseiken is. Az Éneklő Ifjúság Országos Minősítő Hangversenyeken 1998 óta minden évben indulnak, és minden évben elnyerték az „Év kórusa” kitüntető címet. Biztos intonációt, fegyelmezett megjelenést és változatos komolyzenei és népzenei repertoárt tudhatnak magukénak. Minden évben van a műsorban Bartók és Kodály-mű. A kórust mindezek mellett, gyakran kérik fel nagyobb rendezvényeken való fellépésekre, ahol rendezvény jellegétől függően könnyűzenét is énekelnek. A kórust felkérték szereplésre a Tiszavirág híd avatásán is. Évente 20-25 fellépésük van.

### Jubileum

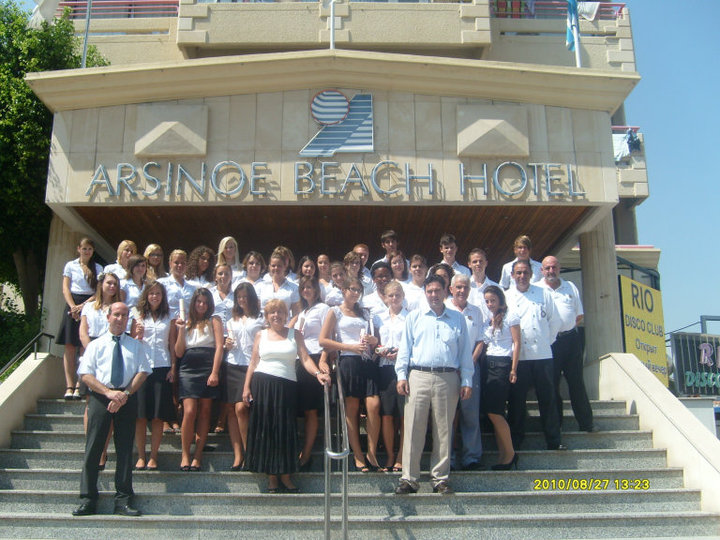
Az Arsinoe Beach Hotelben szakmai gyakorlaton részt vevő osztály

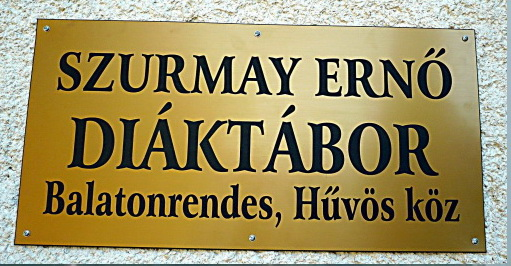
Szurmay Ernő Diáktábor

A Vásárhelyi Pál Közgazdasági és Idegenforgalmi Tagintézmény névadójának születésnapja alkalmából évről évre versenyre hívja a más közgazdasági középiskolában tanulókat, valamint az idegenforgalmi szakra járó diákokat. A megmérettetésen izgalmas feladatokkal várják a régió iskoláiból érkező versenyzőket. A „Közgé” 2011 augusztusában ünnepelte 100 éves jubileumát. Ennek jegyében az iskolában iskolatörténeti kiállítás nyílt. Kemény László volt igazgató szobáját rendezték be régi fényképek alapján. Az iskola gálaestet is rendezett, melyet a Szigligeti Színházban láthatott a közönség.

### Testvériskolai kapcsolat
A francia nyelv minél jobb elsajátításához és a francia civilizáció megismeréséhez segítséget nyújt a 18 éve létező testvériskolai kapcsolat. A testvériskola Franciaország keleti részén, Elzászban található, egy kis faluban, Bouxwillerben.
A francia diákok vendéglátásával Magyarországon, illetve a viszontlátogatással Elzászba, nem csupán a nyelvtanulás a cél, hanem egy más kultúra megismerése, és tapasztalatok, szerzése.

### Külföldi kapcsolatok más intézményekkel
Az angliaiHastings városban található „Embassy Language Centre” ad otthont az iskola diákjainak, a nyelvoktatás és az idegenforgalmi szakma gyakorlásához.
A Cipruson levő Arsinoe Beach Hotel Limassol városában egy háromcsillagos szálloda, amely segítséget nyújt a diákok számára ahhoz, hogy a szállodaipart minél részletesebben megismerhessék és egyben gyakorolhassák az angol szakmai nyelvet. Ez az együttműködés már 20 éve tart.
A Diákok az Arsinoe Beach Hotelban töltik gyakorlati idejüket. A szálloda különböző területeit tanulmányozzák, valamint szálloda- és vendéglátóipari angol nyelvű előadásokon vesznek részt.

## A balatonrendesi tábor
1963 őszén Szurmay Ernő igazgató, és az iskola akkori KISZes diákjai vett egy kis parasztházat telekkel, a mai tábor helyén. Az iskola diákjai szüleikkel, és a Nagyalföldi Kőolaj- és Földgáztervező Vállalat segítségével kialakították a tábor első kőépületét, amely 30 fő befogadására lett alkalmas. A szerény táboroztatási bevételekből és egy-két vállalat segítségével a tábor évről évre bővült. Bevezették a villanyt, elkészítették a vízvezetéket, megépült a konyha és a vizes blokkok, bővült a terület néhány új faházzal is, ami növelte a tábor befogadó képességét. A tábor kapacitása időközben megduplázódott. Minden év tavaszán újabb és újabb felújítási munkákat végeznek a tanárok, az iskola dolgozói és diákjaik szüleikkel.
A táborba nyaranként az "A"  osztályosok nyelvi táborban vesznek részt,miután vizsgáznak a nulladikban szerzett idegennyelvi tudásuk felmérésének céljából.
A tábor az iskola 100. évfordulós ünnepségsorozat részeként Szurmay Ernő Diáktábor nevet kapta.